# Gasherbrum II
Gasherbrum II (tiếng Urdu: گاشر برم -2); được khảo sát như K4, là ngọn núi cao thứ 13 trên thế giới ở độ cao trên mực nước biển 8.035 m (26.362 ft). Đây là đỉnh cao thứ ba của khối núi Gasherbrum và nằm ở Karakoram, nằm trên biên giới giữa tỉnh Gilgit-Baltistan, Pakistan và Tân Cương, Trung Quốc. Núi này lần đầu tiên được trèo lên vào ngày 7 tháng 7 năm 1956 bởi một cuộc thám hiểm của Áo bao gồm Fritz Moravec, Josef Larch và Hans Willenpart.

## Địa lý
Gasherbrum II nằm trên biên giới Gilgit-Baltistan, Pakistan và Tân Cương, Trung Quốc. Nó là một phần của dãy núi Karakoram ở dãy Himalaya, và nằm ở phía trên của sông băng Baltoro. Với độ cao 8.035 mét (26.362 ft), nó là thành viên cao thứ ba của nhóm Gasherbrum, đứng đằng sau Gasherbrum I (8.080 mét hoặc 26.510 feet) và Broad Peak (8.051 mét hoặc 26.414 feet)  Gasherbrum III đôi khi được coi là một đỉnh phụ của Gasherbrum II, bởi vì đỉnh trước chỉ có một điểm nổi bật về địa hình là 461 mét (1.512 ft) (cần ít nhất 500m để được xem là một đỉnh độc lập).

## Đặt tên
Năm 1856, Thomas George Montgomerie, một thành viên của British Royal Engineers và một phần của nhóm Khảo sát lượng giác lớn (Great Trigonometric Survey), nhìn thấy ngọn núi và đặt tên nó là "K4", có nghĩa núi núi thứ tư của Karakoram . Cái tên "Gasherbrum" xuất phát từ Balti words rgasha ("xinh đẹp") và brum ("núi"); nó không có nghĩa, như người ta thường tin tưởng, như là Bức tường sáng chói, như Sir William Martin Conway đã miêu tả Gasherbrum IV gần đó trong cuộc thăm dò năm 1892.

## Lịch sử leo núi
Các ngọn núi của nhóm Gasherbrum được khám phá vào năm 1909 bởi Công tước xứ Abruzzi và Vittorio Sella. Sông băng Abruzzi, một chi lưu của sông băng Baltoro, được đặt theo tên của Công tước 
Năm 1934, Günter Dyhrenfurth và Cuộc thám hiểm Himalayan Quốc tế của ông, bao gồm cả André Roch, thăm dò Gasherbrum I và II, lên được đến 6.250 m (20.510 ft) ở Gasherbrum II .
Chuyến đi lên đến đỉnh đầu tiên được tiến hành vào ngày 7 tháng 7 năm 1956 bởi những người Áo Fritz Moravec, Josef Larch và Hans Willenpart theo rặng núi tây nam. Sau khi đặt trại I, họ phải đi xuống, và tìm thấy trại, và tất cả đồ dùng và thức ăn của họ - bị chôn vùi bởi tuyết lở khi họ trở về. Mặc dù vậy, họ quyết định thực hiện một nỗ lực lên đỉnh nhanh chóng. Sau khi mở một con đường, họ rời trại III vào ngày 6 tháng 7. Nhóm đã ngủ cả đêm trong những túi ngủ dã chiến và lên đến đỉnh vào lúc 11:30 sáng ngày hôm sau 
Năm 1975, bốn chuyến thám hiểm đã thành công leo lên Gasherbrum II, bao gồm chuyến thám hiểm của Pháp Jean-Pierre Fresafond, một nhóm Ba Lan dưới thời Janusz Onyszkiewicz, và một cuộc thám hiểm khác của Ba Lan do Wanda Rutkiewicz dẫn đầu .
Bốn năm sau, một nhóm người Chile tuyên bố đã sử dụng con đường "bình thường" để lên đến đỉnh. Một số khác, bao gồm cả Reinhard Karl, Hanns Schell, và Kurt Diemberger cũng đạt đến đỉnh.
Vào ngày 24 tháng 7 năm 1982, Reinhold Messner, cùng với Nazir Sabir và Sher Khan, leo lên đỉnh qua rặng núi tây nam. Trong năm đó, Messner cũng leo lên hai ngọn núi 8 ngàn mét khác, Kangchenjunga và Broad Peak, và cố gắng lên Cho Oyu. Ông đã viết một cuốn sách, 3 x 8000: Năm lớn của tôi ở dãy Himalaya (tiếng Đức: 3 x 8000: Mein grosses Himalaja-Jahr), về việc này .
Tháng 7 năm 1984, Reinhold Messner và Hans Kammerlander đến cả Gasherbrum II và Gasherbrum I mà không quay trở lại căn cứ, theo phong cách núi cao (alpine style).
Tháng 8/1984, một cuộc thám hiểm của người Pháp do Daniel Croisot dẫn đầu đã lên được đỉnh và đạt được bước ngoặt đầu tiên bằng việc trượt tuyết từ Gasherbrum II xuống, như được chứng kiến và tham gia bởi Dominique Dock, nhân viên y tế cho cuộc thám hiểm.
Tháng 8/1986, Gasherbrum II được một đoàn người Slovenia chinh phục chỉ trong 32 giờ từ căn cứ đến đỉnh, với 22 giờ leo núi và 10 giờ nghỉ ngơi ở độ cao 5.900 m. Đây là chuyến đi nhanh nhất cho đến khi đó.
Tháng 7 năm 1996, Jean-Christophe Lafaille trèo lên Gasherbrum I và II trong bốn ngày, mà không dừng lại ở Base Camp giữa chừng.
Năm 2006, Sebastian Haag và Benedikt Böhm leo lên Gasherbrum II hai lần trong vòng một tuần. Vào lúc 8 giờ sáng ngày 29 tháng 7, họ lên đến đỉnh và sau đó trượt xuống mà không leo dây xuống hoặc bỏ ván trượt tuyết của họ. Họ nghỉ lại vài ngày trước khi rời trại I vào ngày 3 tháng Tám. Họ bắt đầu nhanh, đến trại IV trong vòng sáu tiếng đồng hồ, nhưng tuyết 50 cm (20 inch) làm chậm họ lại, và họ lên đến đỉnh sau hơn sáu giờ leo núi vất vả. Họ lại xuống bằng ván trượt tuyết một lần nữa, lần này thậm chí còn nguy hiểm hơn bởi tuyết rơi xuống và nguy cơ tuyết lở. Mặc dù vậy, cả hai đều an toàn quay trở lại trại I dưới 17 giờ, trong khi cuộc thám hiểm bình thường mất 4-7 ngày.
Karl Unterkircher và Daniele Bernasconi, hai người Ý, đã leo Gasherbrum II trong năm 2007 theo phong cách núi cao. Họ là những người đầu tiên sử dụng Mặt Bắc qua Trung Quốc. Tuyến đường đã được một đội Đức-Thụy Sĩ cố gắng một năm trước, nhưng họ phải từ bỏ sau một cơn lở đất. Trong nỗ lực đó họ cố định khoảng 1.200 mét (3.900 ft) của dây thừng. Họ đã đến đỉnh vào khoảng 8 giờ tối ngày 20 tháng 7, sau khi trải qua đêm ở nơi trú ngụ dã chiến. Một thành viên thứ ba, Michele Compagnoni, cháu của Achille Compagnoni, quay lại chỉ 150 mét (490 ft) trước khi đến đỉnh. Nhóm đã đoàn tụ và đi xuống theo tuyến đường bình thường, phía tây bắc.
Vào ngày 2 tháng 2 năm 2011, Cory Richards, Denis Urubko và Simone Moro đã trở thành những người đầu tiên đi lên Gasherbrum II vào mùa đông. Mặc dù đã bị chôn vùi bởi một trận tuyết lở cấp bốn, họ đã lên đỉnh vào lúc 11 giờ 30 phút sáng, không có bổ sung oxy hoặc những người khuân vác. Richards, người Mỹ đầu tiên leo lên núi tám ngàn mét vào mùa đông, quay cảnh cuộc thám hiểm, và ông chuyển thành phim Cold.

## Sách đọc thêm
- Dyhrenfurth, G. O. (1955). To the Third Pole. London. ISBN 978-1-4465-4447-1. Truy cập ngày 28 tháng 3 năm 2013.
- Isserman, Maurice; Weaver, Stewart Angas (2010). Fallen Giants: A History of Himalayan Mountaineering from the Age of Empire to the Age of Extremes. Yale University Press. ISBN 978-0-300-16420-6. Truy cập ngày 27 tháng 3 năm 2013.
- Messner, Reinhold (1999). All 14 Eight-Thousanders. The Mountaineers Books. ISBN 978-0-89886-660-5. Bản gốc lưu trữ ngày 4 tháng 2 năm 2014. Truy cập ngày 24 tháng 1 năm 2014.